# عيسى بن لقمان
عيسى بن لقمان الجمحي هو قائد عباسي، والي الكوفة بين 158هـ/ 775 إلى 159هـ/776م، ووالي مصر بين سنتي 161 هـ 778م إلى 162 هـ 779م.
ينتمي إلى عشيرة بني جمح من قريش، عينه الخليفة أبو عبد الله محمد المهدي واليًا على الكوفة عام 775-776م. في عام 778م، أصبح واليًا على مصر، لمدة أربعة أشهر حتى عزله في جمادى الأولى سنة 162 هـ/779م وخلفه واضح المنصوري.

## ولايته على مصر
دخل إلى مصر في يوم الاثنين 17 ذو الحجة سنة 161 هـ؛ فجعل على الشرطة الحارث بن الحارث الجمحي وهو من بني عمه؛ ثم سكن عيسى العسكر على عادة أمراء مصر، ودام على إمرة مصر مدة يسيرة، ثم جاءه الخبر بعزله عن إمرة مصر في 18 جمادى الآخرة 162 هـ، فكانت ولايته على مصر نحو خمسة أشهر.